# Somoto
Somoto (tradotto Valle di oche ) è un comune del nord del Nicaragua, capoluogo del dipartimento di Madriz. È una città tranquilla e pacifica situata a 80 km da Ocotal e 216 km da Managua, la capitale del Nicaragua.

## Storia
Prima dell'invasione ispanica la zona corrispondente all'attuale Somoto era abitata da Olmechi ed Aztechi provenienti dal Messico.
La data di fondazione della città risale al 1867; dal 1936 è capoluogo del dipartimento di Madriz. 

## Caratteristiche

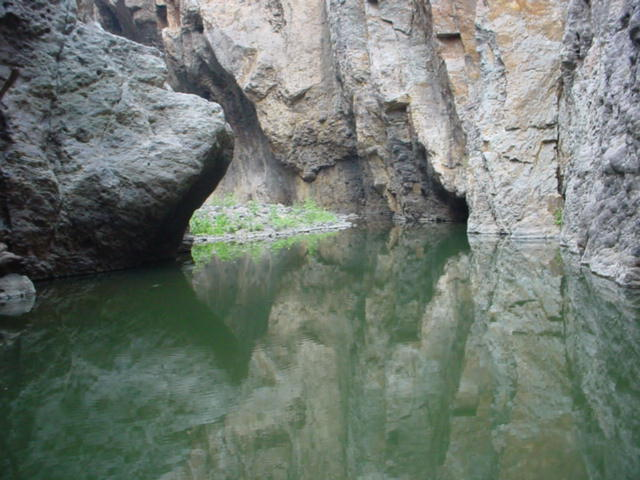
Il Somoto Canyon

Essendo una delle città più accoglienti della regione spesso viene anche chiamata Il fiore dell'henequen, in spagnolo La Flor del Henequèn (nome fra l'altro dovuto alle numerose colture di questo nelle sue rigogliose colline). 
La città è ricca di siti archeologici e turistici, quali: il Somoto Canyon, il museo precolombiano della città e la parrocchia di Santiago de adobe, fatta costruire nel 1661 in periodo precoloniale con tegole di argilla e colonne di legno. 

## Festività
La maggior parte delle feste cittadine sono a sfondo religioso ricordiamo: la festa del Signore dei Miracoli (in spagnolo: Señor de los Milagros)  a maggio; la festa del Sacro Cuore di Gesù (in spagnolo: Sagrado Corazón de Jesús ) a giugno e la celebrazione del patrono della città, Santiago Apostolo, il 25 luglio. 
Il mese di novembre è interessato da particolari festività popolari: l'anniversario della creazione del dipartimento di Madriz (grazie agli sforzi del Dr. Juan Benito Briceño e del Generale Luis Fiallos) ; e il carnevale, il più grande e colorato della regione. 

## Amministrazione

### Gemellaggi
- Lasarte-Oria
- Llodio
- Leganés
- Vic
- Fougères

## Sport
La squadra Real Madrizfootball risiede a Somoto.